# Enrique Díaz
Pour les articles homonymes, voir Diaz.
 (mai 2019).
Si vous disposez d'ouvrages ou d'articles de référence ou si vous connaissez des sites web de qualité traitant du thème abordé ici, merci de compléter l'article en donnant les références utiles à sa vérifiabilité et en les liant à la section « Notes et références ».
Enrique Diaz est un acteur et metteur en scène brésilien, né le 19 septembre 1967 dans Lima, au Pérou.

## Biographie

### Carrière
Très jeune, il fonde à Rio de Janeiro une compagnie de théâtre. Le répertoire abordé est varié (Tchekhov, Filipe Miguez, Jean Tardieu, Flavio de Souza...).
Depuis 2002, il dirige la compagnie Coletivo Improviso qui travaille à partir d'improvisations et se base sur la multidiscplinarité.
Enrique Diaz a aussi joué dans plusieurs films.

## Filmographie comme acteur
Sauf indication contraire, les informations mentionnées dans cette section peuvent être confirmées par la base de données cinématographiques IMDb,  présente dans la section « Liens externes ».
- 2003 : Carandiru d'Héctor Babenco : Gilson
- 2005 : La Maison de sable d'Andrucha Waddington
- 2006 : Filhos do Carnaval (série télévisée) : Cláudio Gebara, dit Claudinho
- 2014 : Favelas de Stephen Daldry
- 2018 : Los silencios de Beatriz Seigner

## Créations
- La Passion selon G.H.
- Não Olhe Agora
- 2005 : Répétition.Hamlet
- La Covid_19